# Pável Meléndez Cruz
Pável Meléndez Cruz (Ciudad Ixtepec, Oaxaca, 12 de octubre de 1979) es un politólogo, periodista y político mexicano. Fue diputado estatal en Oaxaca por el istmo de Tehuantepec de 2018 a 2021 y candidato a diputado federal en 2003, 2006 y 2015. Como diputado estatal, estableció la figura del diputado migrante para que en 2024 los votantes migrantes tuvieran una representación legislativa, considerando que el derecho de migración no implica una acotación de los derechos políticos electorales; presentó la reforma para garantizar que las autoridades municipales entreguen los recursos públicos a todas las comunidades indígenas; promovió el reconocimiento de las personas de talla baja, víctimas de discriminación en lo cotidiano y en lo legislativo; promovió reformas para la penalización de las agresiones al personal de salud ocurridas durante la pandemia de COVID-19 en México. Fungió como vicepresidente mundial de la Unión Internacional de Juventudes Socialistas (IUSY) y promovió el primer consejo mundial de esa organización en su país.

## Datos biográficos

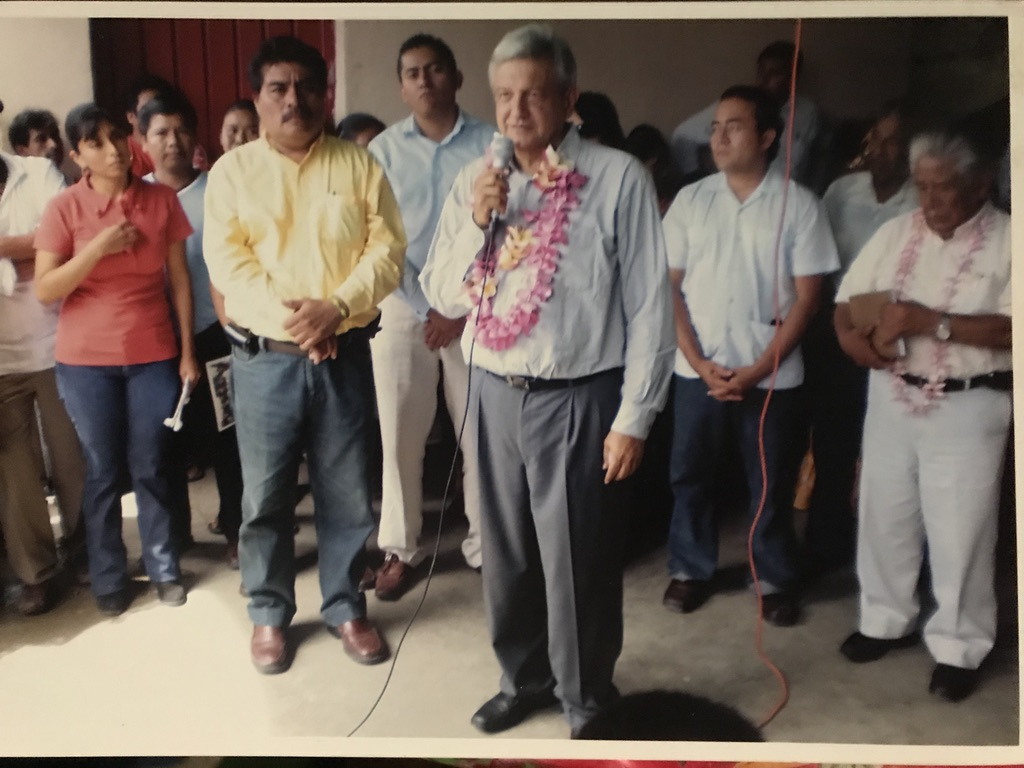
Pável Meléndez acompaña a Andrés Manuel López Obrador en su primera gira en Oaxaca, en el 2006 (municipio Santa María Guienagati, en la Sierra Mixe-Zapoteca).

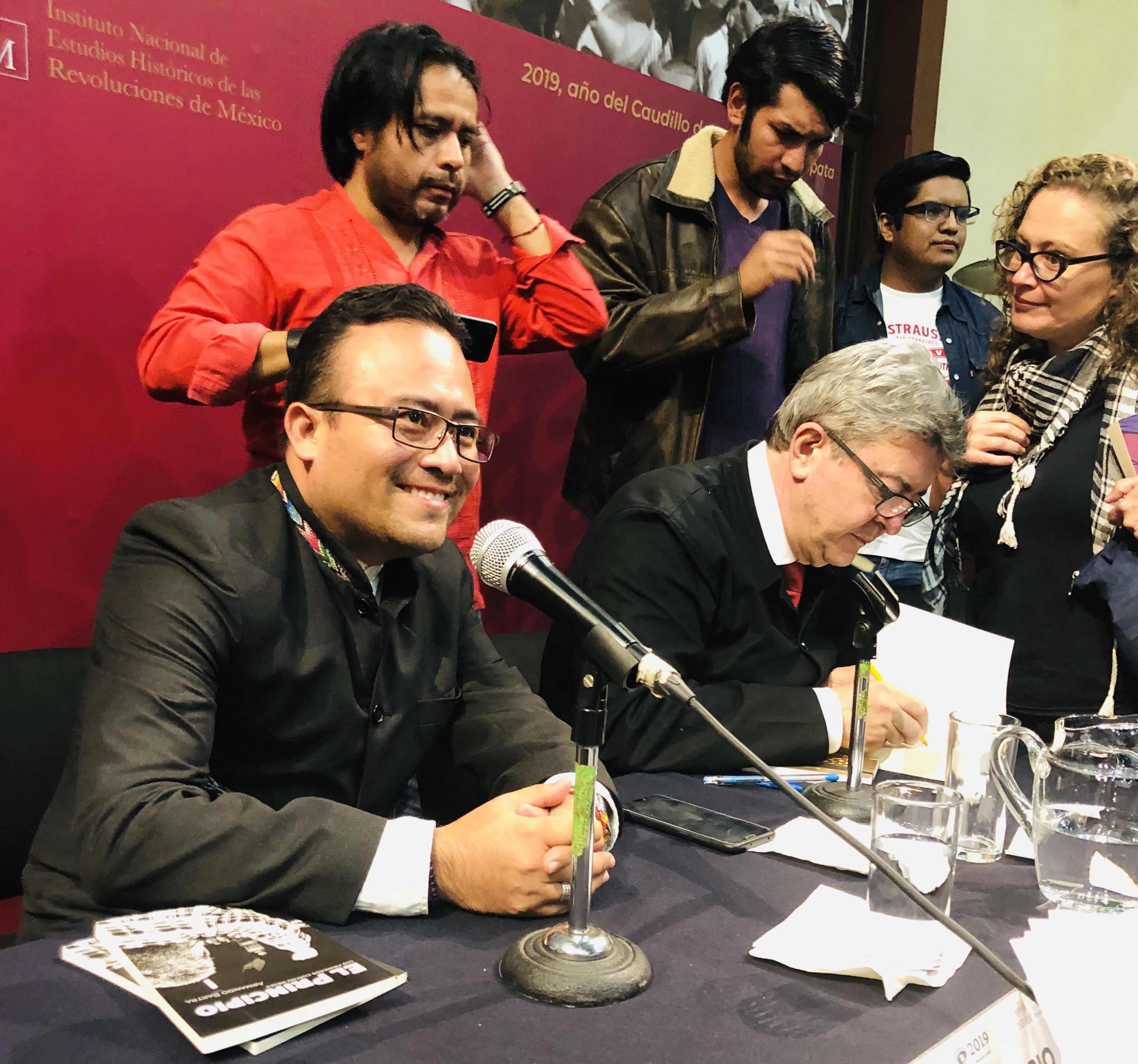
Junto a Jean Luc Mélenchon, líder de la Francia Insumisa, durante su visita a la Ciudad de México en 2019.

Pável Meléndez Cruz nació en Ciudad Ixtepec, en el municipio homónimo de la región del Istmo de Tehuantepec, en el estado de Oaxaca. Es el mayor de cinco hermanos. Su padre, Reymundo Meléndez Ortiz, fue dirigente social, miembro fundador de la Coalición Obrera Campesina Estudiantil del Istmo (COCEI) y militante del Partido Socialista Unificado de México (PSUM) y falleció en circunstancias trágicas en 1985, y su madre, Esperanza Cruz Zapata, es profesora, activista social, dirigente normalista y sindicalista, integrante de la Coordinadora Nacional de Trabajadores de Educación (CNTE) en su natal Chiapas. En memoria de su padre, en su natal Ciudad Ixtepec, una colonia popular fundada por militantes de izquierda lleva su nombre.

## Formación académica

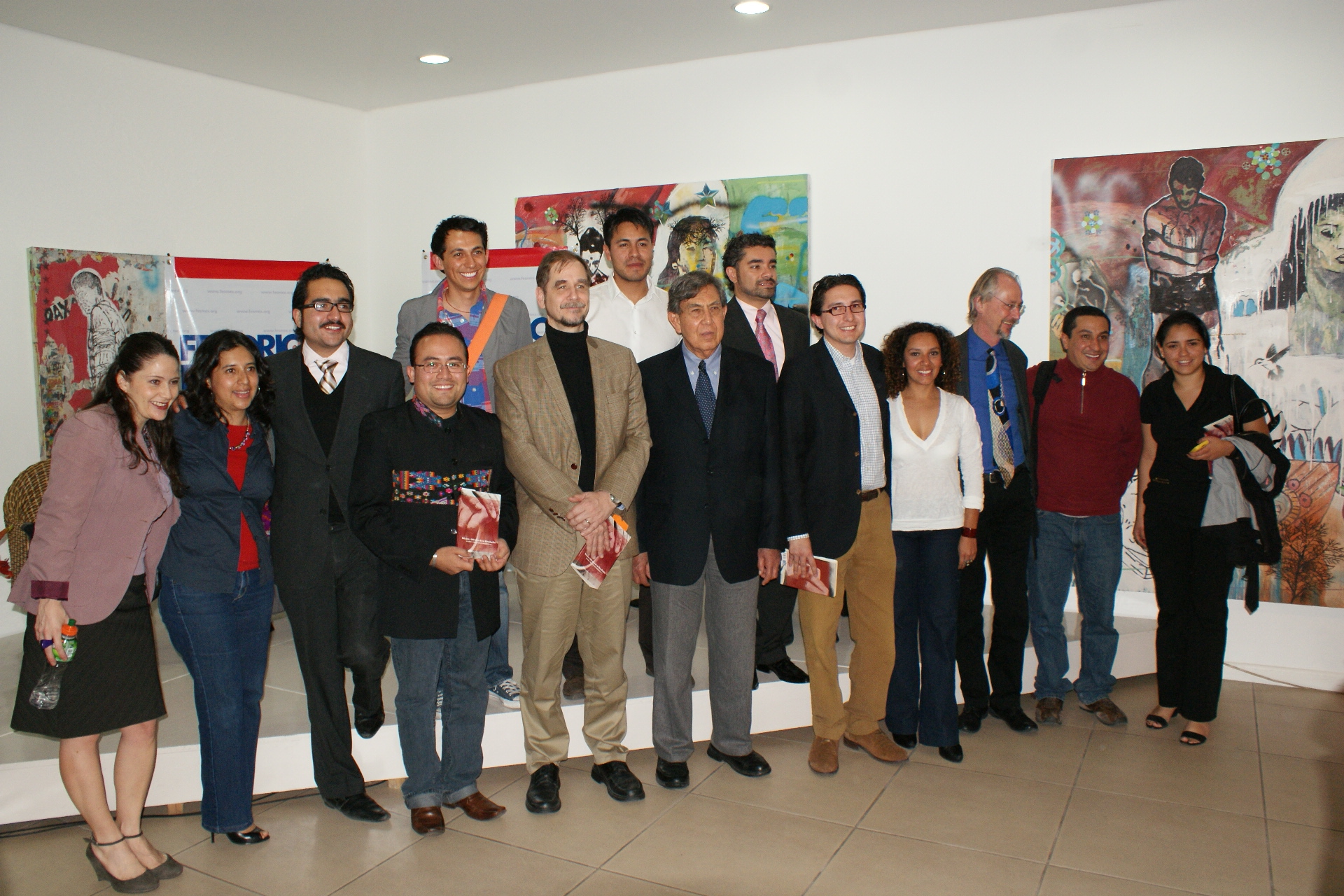
En la presentación, en el 2010, del libro México a 100 años de su Revolución, con Cuauhtémoc Cárdenas Solórzano, Agustín Basave y el grupo de coautores.

Graduado en la licenciatura en ciencias políticas y administración pública en la Facultad de Ciencias Políticas y Sociales de la Universidad Nacional Autónoma de México (UNAM), ha cursado diversos diplomados y seminarios en México, Estados Unidos, Europa y Sudamérica, invitado por la Fundación Friedrich Ebert de Alemania, la Fundación Pablo Iglesias, la Fundación Carolina España y la Organización Iberoamericana de la Juventud, entre otros.
Participó en el diplomado “El federalismo en la Reforma del Estado mexicano”, impartido por el Instituto Nacional de Administración Pública. En Toronto, Canadá, estudió en la Escuela Internacional de Idiomas en el 2007. Ha sido coautor de dos publicaciones editadas por la Fundación Friedrich Ebert México: 40 años, 40 voces y La Revolución a 100 años.

## Carrera política
Desde 1994 decidió comenzar a participar en los movimientos sociales. Durante su estancia en Chiapas, mientras estudiaba el bachillerato, participó en los cordones de paz de la sociedad civil, por el levantamiento, a finales de ese año, del movimiento zapatista. Desde los 15 años de edad empezó a aportar económicamente a su familia, y comenzó su vida laboral como auxiliar administrativo en el Congreso del Estado de Chiapas, adonde se habían mudado tras la muerte de su padre.
Mientras cursaba la licenciatura en la UNAM, al participar con colectivos estudiantiles, fue electo por su facultad para integrar el Consejo General de Representantes que dio lugar al futuro Consejo General de Huelga (CGH) del movimiento estudiantil de 1999, en donde participó activamente en favor de la educación pública superior, en contra del nuevo sistema de cuotas y de la irrupción del Centro Nacional para la Evaluación de la Educación Superior (Ceneval), que atentaba contra la autonomía universitaria.[cita requerida]
Al concluir la huelga en febrero del 2000, decidió postularse como Consejero Universitario para representar a la Facultad de Ciencias Políticas y Sociales, pero el Consejo Técnico declaró nulo su registro un día antes de las votaciones, frustrando su primer elección popular, aun cuando solo apareció el nombre de su suplente (un estudiante de la licenciatura en relaciones internacionales). La fórmula acéfala quedó en segundo lugar. Por la repercusión política que había implicado su activismo en la huelga universitaria, el entonces director de la facultad, Fernando Pérez Correa, no permitió más voces críticas en una etapa que era compleja para la UNAM.

## Postulaciones a cargos de elección popular
Al concluir sus estudios universitarios, inició su trabajo territorial con miras a postularse al Distrito 23 Federal en Coyoacán, pero la dirigencia del Partido de la Revolución Democrática (PRD) terminó postulándolo en la lista para la Cuarta Circunscripción Federal Electoral, postulando en su lugar a Pablo Gómez Álvarez. Con solo 24 años, era uno de los candidatos más jóvenes de este partido a la Cámara de Diputados del Congreso de la Unión.
Militaba desde 1994, pero sus méritos no fueron suficientes para que en las elecciones federales del 2003 la entonces presidenta del PRD, Rosario Robles, respetara la decisión del Consejo Nacional, y su candidatura quedó registrada ante el Instituto Federal Electoral (véase Instituto Nacional Electoral) en el número 20 en lugar del 10 de la prelación de los nombres postulados por el Consejo Nacional del PRD, en razón de las "acciones afirmativas" de "joven" e "indígena" (por su origen étnico), y demandó al PRD ante el Tribunal Federal Electoral con un Juicio JDC que se desestimó, situación que le impidió ser diputado federal.
Dentro del PRD fue electo en varias ocasiones como Consejero Nacional y dos veces como Subsecretario del Comité Ejecutivo Nacional, una en la cartera de Derechos Humanos y Pueblos Indios y la segunda ocasión como subsecretario de Relaciones Internacionales. En las elecciones presidenciales del 2006, cuando Andrés Manuel López Obrador fue candidato por primera vez, el movimiento juvenil del PRD hizo esfuerzos ante los órganos del partido, sin logros satisfactorios para postularlo a la Lista Nacional para la Cámara de Senadores, ya que cumplía con la acción afirmativa de joven (menor de 30 años) y la entonces reciente reforma constitucional permitía que mayores de 25 años accedieran a la cámara alta.
Aunque la dirigencia pretendía inscribirlo en número 12 del total de 32 de la lista de candidatos a senadores, finalmente fue postulado por la vía plurinominal en la tercera circunscripción electoral para diputado federal por Oaxaca, y por circunstancias del fraude electoral de 2006, solo accedieron 14 candidatos de esa lista.

## Retorno al Istmo de Tehuantepec

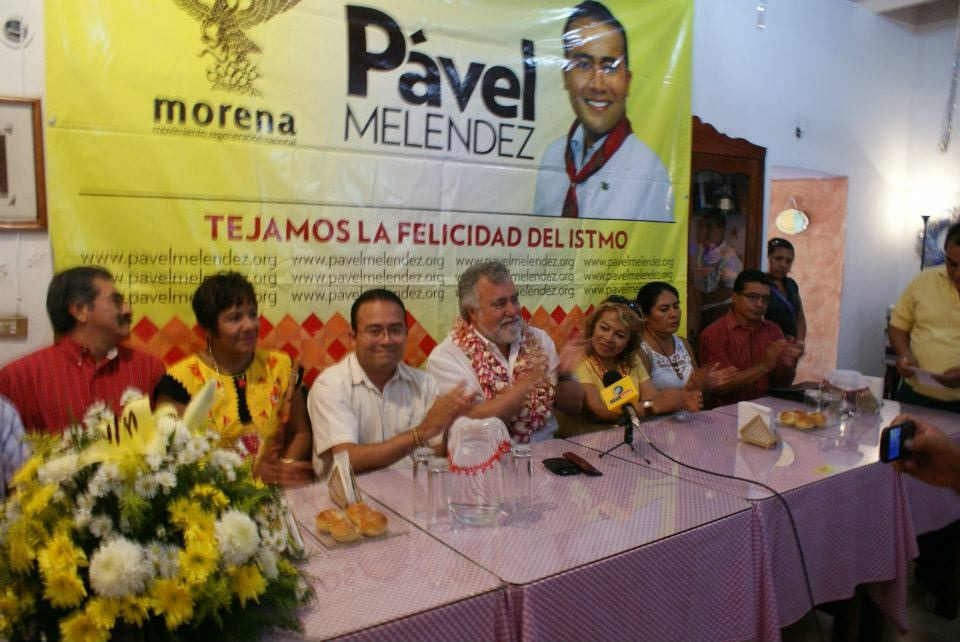
Alejandro Encinas, en su gira por el Istmo de Tehuantepec apoyando a Pável Meléndez, en el 2012.

En el movimiento de resistencia civil pacífica del 2006, Pável Meléndez decidió acompañar el recorrido de López Obrador a su recorrido por Oaxaca, y ante la indignación social por los resultados electorales, decidió volver a sus orígenes.
Un año después, en el 2007, empezó su trabajo territorial y de concientización por el Istmo de Tehuantepec, y buscó postularse como diputado local por el extinto Distrito V, con cabecera en Ciudad Ixtepec. Las reyertas internas entre las corrientes del partido lo dejaron fuera de la nominación y, paradójicamente, el PRI obtuvo en el estado el carro completo con el entonces gobernador, Ulises Ruiz Ortiz, con el triunfo de todos los distritos locales.
En el 2009 y con mayor notoriedad interna en el PRD, volvió a intentar postularse vía plurinominal al cargo de diputado federal, y quedó fuera de las listas. En el 2010, decidió apoyar desde su región al candidato a gobernador de oposición en Oaxaca, Gabino Cue Monteagudo (PRD-MC-PAN), pero no quiso postularse a diputado local.
Esperó las elecciones presidenciales del 2012 y apoyó desde el movimiento juvenil a Andrés Manuel López Obrador, visitando los siete estados de la tercera circunscripción electoral y encabezó la promoción juvenil en su estado de la campaña presidencial. En el 2012, hizo la gira “por la felicidad del Istmo” al lado de Alejandro Encinas Rodríguez, quien lo respaldaba para ser Diputado Federal por Oaxaca.[cita requerida]
El PRD lo inscribió para la encuesta realizada por la agencia Mitofsky para definir a los candidatos a diputados federales del V Distrito Federal electoral con cabecera en Santo Domingo Tehuantepec, y obtuvo un segundo lugar, y quedó frustrado su cuarto intento para acceder al Congreso de la Unión.

## La fundación de Morena

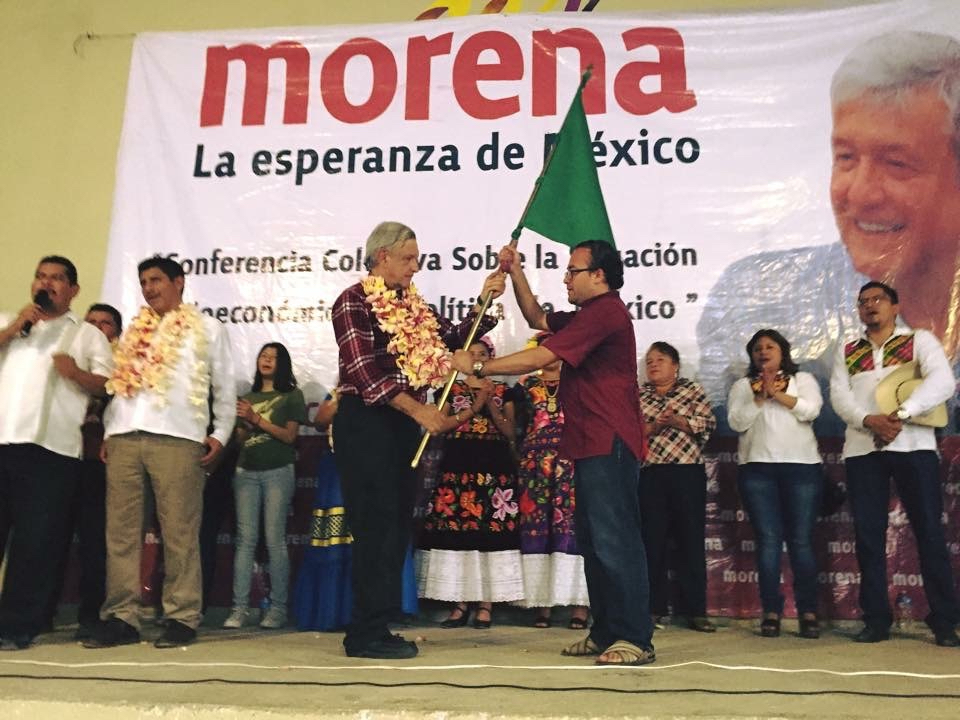
Tras las primeras elecciones de Morena, AMLO y Pável Meléndez aparecen en un evento en Asunción Ixtaltepec, Oaxaca.

En el 2013, después de un proceso interno (elecciones primarias) plagado de irregularidades en el proceso electoral estatal y tras su evidente rechazo a las llamadas reformas estructurales del Pacto por México, Pável Meléndez decidió renunciar al PRD para incorporarse a la fundación del naciente partido Movimiento de Regeneración Nacional (Morena), creado por Andrés Manuel López Obrador, quien lo invitó a través de su primer dirigente nacional, Martí Batres Guadarrama, a ser promotor de Morena en el Distrito V Federal Electoral con cabecera en Tehuantepec y futuro candidato a diputado federal por mayoría relativa.
En 2015, tras lograr el registro ante el INE, Morena postuló a Pável Meléndez como su primer candidato en el Istmo de Tehuantepec. El 25 de enero de ese año, en su gira por Oaxaca, Andrés Manuel López Obrador lo presenta en un mitin de más de un millar de personas como el Promotor de la Soberanía Nacional (PSN) en el V Distrito Federal Electoral. El Partido Unidad Popular de registro estatal también decidió respaldarlo.
En dichas elecciones federales, obtuvo cerca de 12 mil sufragios (con 47 casillas quemadas), y en condiciones político electorales precarias y contra partidos tradicionales con estructuras antiguas, obtuvo el triunfo el PRD con un antiguo militante del PRI: José Antonio Estefan Garfias. La votación del partido Morena obtenida en el Distrito de Tehuantepec ayudó al obtener el registro nacional y, por consiguiente, para competir en las elecciones a gobernador del 2016 y a la Presidencia de la República del 2018.

## Elecciones presidenciales del 2018

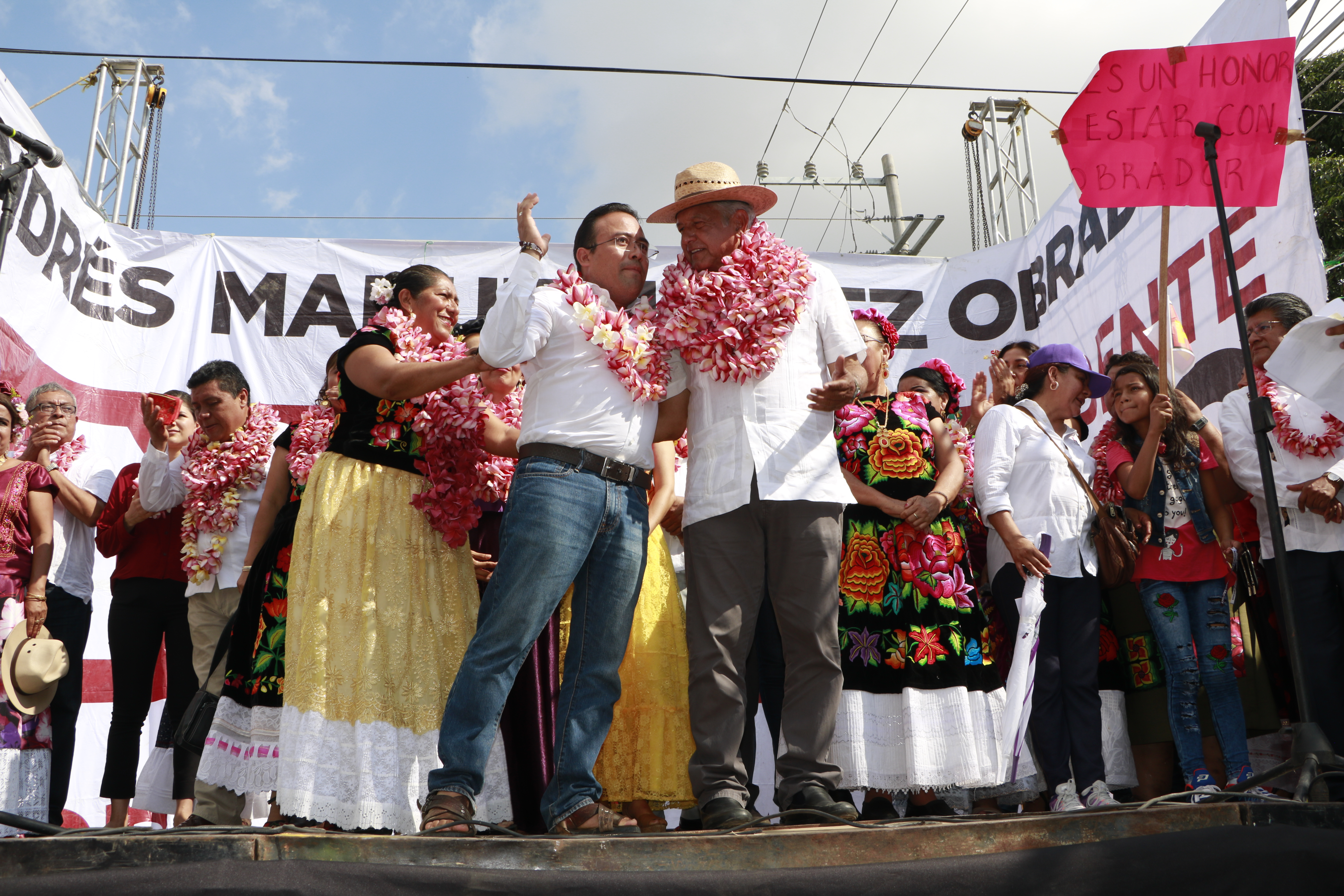
En el 2018, en el cierre de campaña, en Ciudad Ixtepec, Oaxaca, Andrés Manuel López Obrador respalda a todos los candidatos de la coalición de izquierda.

Para el otoño del 2015, López Obrador lo convocó para ser Coordinador Enlace Distrital de Morena federal en el Distrito de Tehuantepec, donde le tocó fundar, en todas las secciones electorales, municipios y agencias municipales, un comité de base del movimiento para respaldar las elecciones federales de 2018.
En las elecciones presidenciales del 2018 intentó postularse para diputado federal por la coalición Juntos Hacemos Historia, pero la dirigencia del partido cedió la candidatura distrital federal a uno de los partidos de la Coalición, y decidieron postular a Pável Meléndez como diputado local, en el Distrito XVIII local con cabecera en Tehuantepec.
Obtuvo la mayoría con cerca de 40 mil votos y casi el 57% de votos válidos para la elección distrital estatal. La izquierda ganaba por primera vez en la historia la Presidencia de la República. Con su constancia de mayoría y a unos meses de tomar protesta, emprendió su gira de agradecimiento para visitar cada una de las comunidades donde había acudido a pedir los votos para López Obrador y para su propia postulación, promoviendo los fundamentos del programa de gobierno de Andrés Manuel López Obrador.

## Cargos públicos y vida profesional

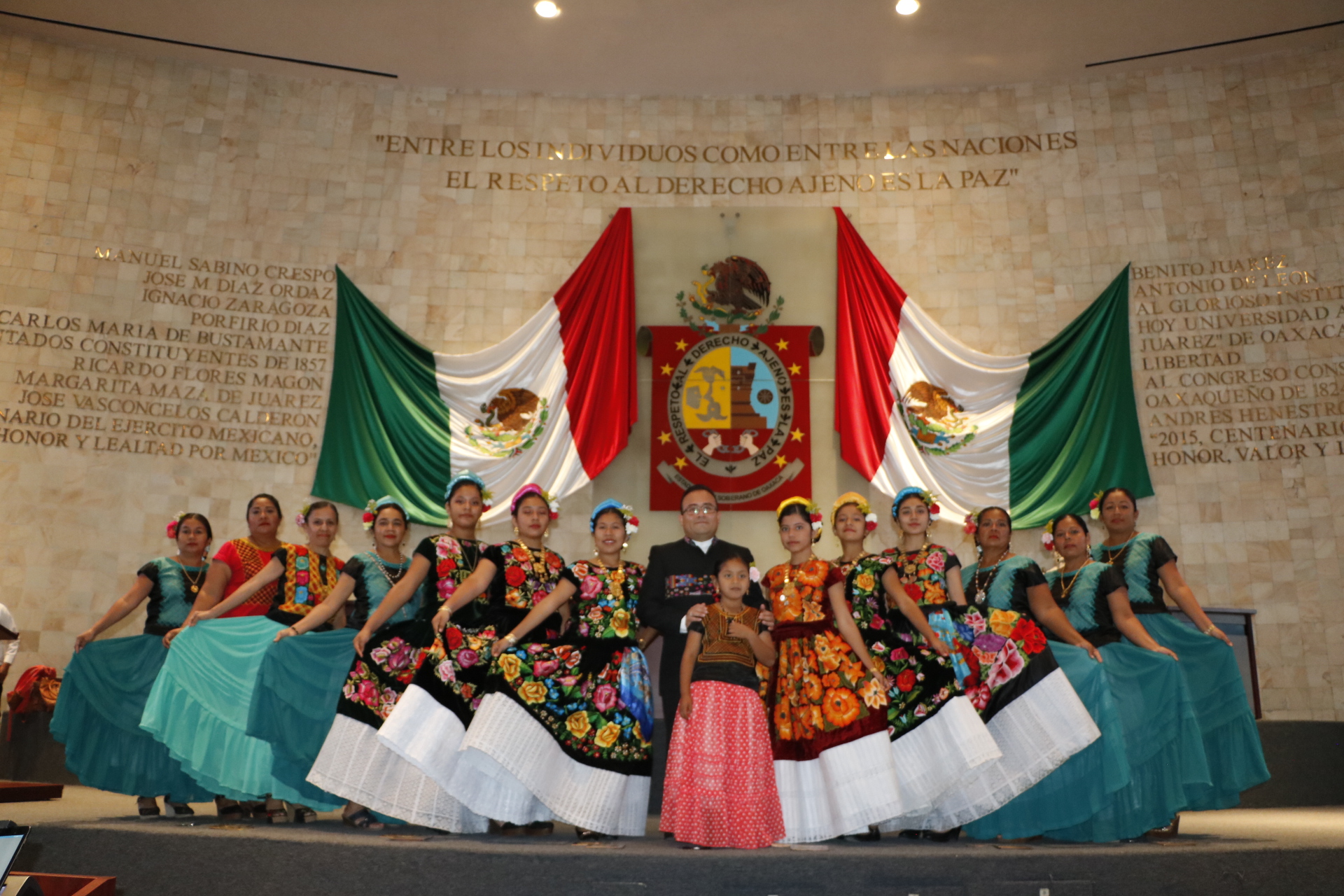
Pável Meléndez recibe en el recinto parlamentario a las niñas integrantes de la Banda Filarmónica Sandunga.

Durante su carrera laboral y profesional, empezó como auxiliar administrativo, empleado de mostrador en una copiadora, incluso como “office boy” en oficinas gubernamentales, hasta ingresar a la Universidad Nacional Autónoma de México (UNAM) en 1997, obtuvo la oportunidad de ser asistente en la oficina del Coordinador Parlamentario del PRD en la H. Cámara de Senadores.
El entonces coordinador de los Senadores del PRD, el senador por Oaxaca Héctor Sánchez López, al ser dirigente de la COCEI y por haber compartido la formación social con su difunto padre, lo invitó a trabajar en la LVII Legislatura de la Cámara de Senadores. Ahí, Pável Meléndez fortaleció su formación política, y se quedaría el tiempo necesario para presenciar los debates parlamentarios entre los senadores.
En 1998, con un año de estudios universitarios, la Asamblea Legislativa del Distrito Federal lo aceptó para participar como Diputado Juvenil del Primer Modelo Parlamentario de la Juventud, siendo el presidente de la Comisión de Gobierno el diputado Martí Batres Guadarrama, y en el 1999 participó como organizador del segundo Parlamento de la Juventud de la capital del país.[cita requerida]
En el 2000, colaboró en la Comisión de Asuntos Indígenas de la Cámara de Diputados, siendo presidente de la misma el diputado federal Héctor Sánchez López. En el 2002, fue invitado para integrar el Comité Ejecutivo Nacional del PRD como Subsecretario de Derechos Humanos y Pueblos Indios, del que era dirigente Rosario Robles Berlanga.
Para fortalecer su vocación docente y para graduarse de la universidad, decidió prestar su servicio social en la propia UNAM, siendo profesor adjunto en un programa de apoyo a la docencia en 2001-2002.

## Gobierno del Distrito Federal y la administración pública
En 2003 fue invitado a la administración de López Obrador, entonces Jefe de Gobierno del Distrito Federal, por el subdirector del Sistema de Transporte Colectivo, José Alfonso Suárez del Real, para integrarse como Subgerente de Atención al Usuario y reorganizar el Programa de Orientación "Ola Naranja”, que colaboraba con el Instituto de la Juventud (Injuve) y la Secretaría de Cultura de la Ciudad de México de la ciudad.[cita requerida]
Durante su gestión, se mejoró la atención al usuario con apoyo del Programa de Jóvenes en Situación de Riesgo del Injuve y se reactivó masivamente el programa “Para Leer de Boleto en el Metro”, que fomentaba la lectura en las estaciones con préstamos de libros en las líneas del transporte subterráneo.[cita requerida]
Del 2006 al 2009, fue asesor de la Comisión Especial Cuenca de Burgos de la Comisión de Energía de la Cámara de Diputados del Congreso de la Unión. Del 2009 al 2010 fue Coordinador de Asesores en la extinta H. Asamblea Legislativa del Distrito Federal.
En el 2010, fue invitado por el gobernador Gabino Cué Monteagudo al gobierno del estado para ser asesor del área de Gubernatura, cargo en el que sólo duró cinco meses, separándose por razones de diferencias políticas con el gabinete en turno. A finales del 2010 y hasta el 2012 se incorporó nuevamente al Comité Ejecutivo Nacional del PRD como Subsecretario de Relaciones Internacionales, representando a la dirigencia ante los organismos internacionales y las embajadas.
En el 2012, fue invitado por la Comisión de Desarrollo Social de la H. Cámara de Diputados como asesor legislativo. En el 2013, tras un intento fallido de establecer una radio comunitaria en su natal istmo, retornó a la Ciudad de México y se incorporó al Instituto de Investigaciones Parlamentarias de la H. Asamblea Legislativa del Distrito Federal.
En el 2014, fue designado Director de Atención Diplomática de la delegación Miguel Hidalgo del Distrito Federal (véase alcaldía Miguel Hidalgo de la Ciudad de México), que encabezaba Víctor Hugo Romo Guerra (2012-2015), donde promovió el hermanamiento de la delegación con la República Checa por la avenida Presidente Masaryk, personaje emblemático de ese país, en el marco de las remodelaciones de la zona de Polanco. Del 2015 al 2018, fue Coordinador Distrital y Enlace de Morena en el V Distrito Federal Electoral de Oaxaca, hasta su postulación.

## Legislatura del estado de Oaxaca

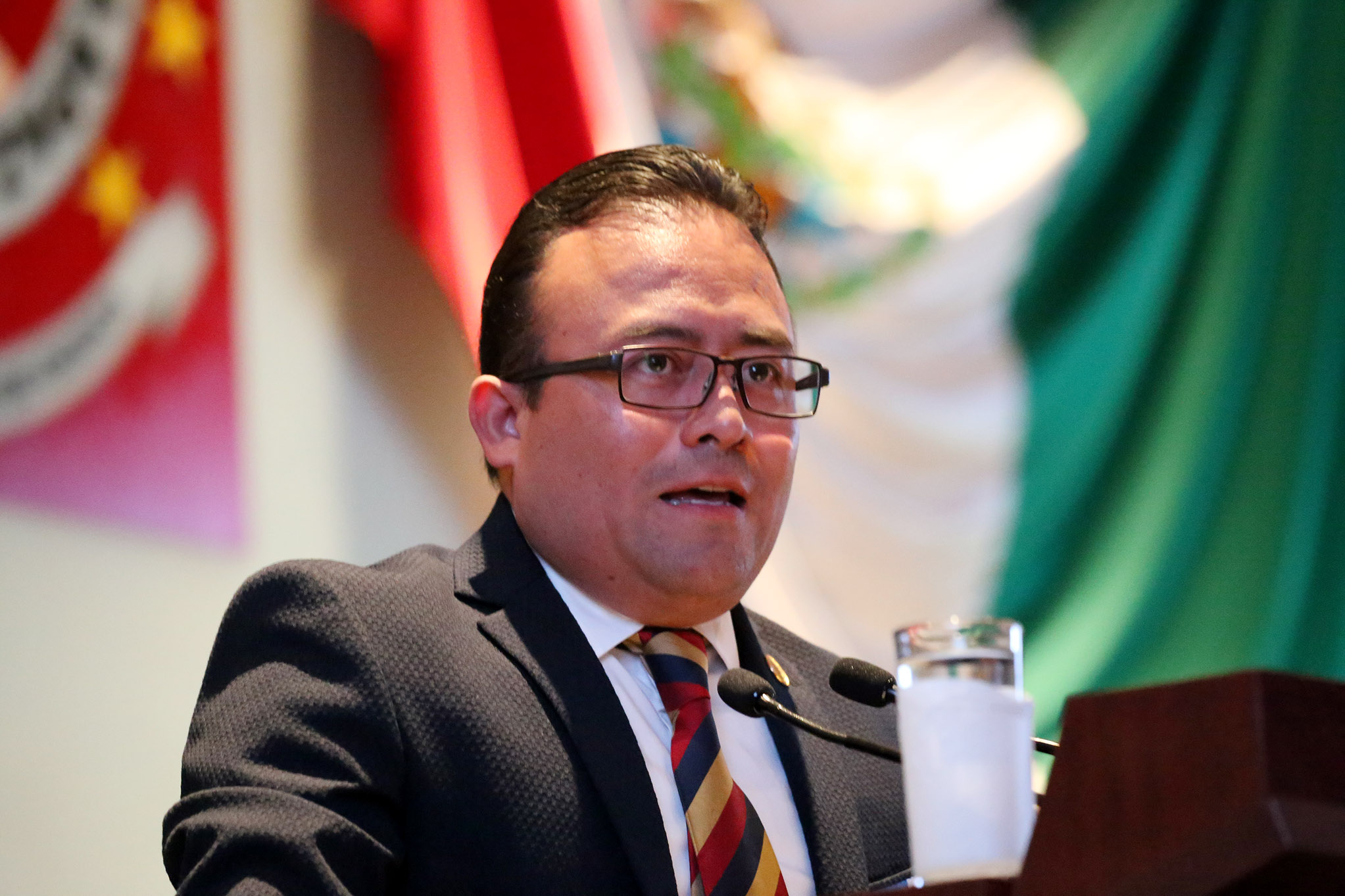
Pável Meléndez, durante una intervención en tribuna del Congreso de Oaxaca, en el 2019.

En noviembre del 2018, al tomar protesta de ley como diputado estatal ante la LXIV Legislatura del H. Congreso del Estado de Oaxaca, el pleno lo nombró vicepresidente de la Mesa Directiva; en enero de 2019, lo nombraron presidente de la Comisión Especial para la Reconstrucción tras los Sismos de 2017 (véase sismo de Puebla de 2017 y sismo de Chiapas de 2017) en Oaxaca, y su grupo parlamentario lo nombró vocero el segundo año de ejercicio y vicecoordinador en el tercer año.
En el 2020, fue nombrado presidente de la Comisión de Migración y Asuntos Internacionales. La comisión nació de una reforma a la ley orgánica del Congreso de Oaxaca, que él mismo presentó y donde fue elegido por el pleno para presidirla.
Como diputado estatal, promovió reformas en materia de combate a la corrupción, la transparencia, la rendición de cuentas y de inclusión social. Las más destacadas fueron establecer la figura del diputado migrante para Oaxaca, la penalización de las agresiones al personal de salud durante la pandemia de COVID-19 en México, el reconocimiento e inclusión de las personas de talla baja, la austeridad republicana, la defensa del medio ambiente, el apoyo al sector salud por la pandemia, la rendición de cuentas, el combate al cambio climático y la obligatoriedad para otorgar los recursos financieros a las agencias municipales, entre otros.
En el impulso social y de combate a la pobreza, durante su gestión en la legislatura estatal, promovió la inclusión social con grupos de apoyo comunitario por todo su estado, de la mano de la Congregación Mariana Trinitaria, fundación que contribuyó con subsidios y con aportaciones voluntarias de los beneficiarios de las comunidades más humildes y apartadas. Su gestión con 30 líderes comunitarios fue motivo de reconocimiento para fomentar el apoyo mutuo, guelaguetza o tequio y terminar con la mentalidad de las dádivas con fines electorales.
En la elección federal del 2021, la dirigencia de Morena decidió no postularlo como diputado federal, aun cuando la propia encuesta de su partido lo colocaba en empate técnico con una ligera ventaja sobre el diputado federal Carol Antonio Altamirano. Sin embargo, también le cerró el paso para su reelección en el distrito local al cambiar el género de la candidatura postulada, situación que dejó desconcertados a sus simpatizantes, pero decidió no impugnar el proceso.

## La Internacional Socialista de juventudes y su vocación diplomática

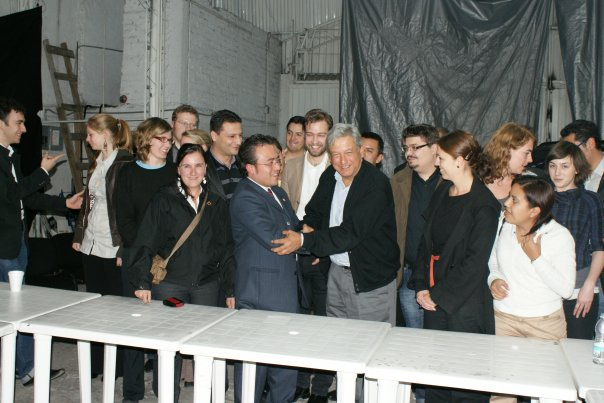
Pável Meléndez, Andrés Manuel López Obrador y Jacinda Ardern (quien asumiría el cargo de primera ministra de Nueva Zelanda en agosto del 2017), durante el encuentro en la Ciudad de México con el presídium de la IUSY, en 2009.

Desde que fue invitado en 1999 a Carcavelos, Portugal, al Consejo Mundial de la Unión Internacional de Juventudes Socialistas (IUSY), organización política juvenil fundada en 1907 y filial de la Internacional Socialista, no dejó de participar en congresos, consejos y festivales internacionales de la juventud de IUSY, donde compartió escenarios con exjefes de Estado y ministros de diversos gobiernos de izquierda, laboristas y progresistas del mundo.
Su incursión al mundo diplomático se remonta a su función como subsecretario de Relaciones Internacionales del Comité Ejecutivo Nacional del Partido de la Revolución Democrática durante los periodos en que Leonel Godoy Rangel y Jesús Zambrano Grijalva fungieron como presidentes nacionales de ese partido. Asimismo, laboró como director de Atención Diplomática en el gobierno de la alcaldía Miguel Hidalgo de la Ciudad de México, durante la administración encabezada por Víctor Hugo Romo Guerra, cuando brindó atención a las embajadas y residencias diplomáticas que tienen domicilio en esa demarcación.
En España, durante un seminario organizado por el Partido Socialista Obrero Español (PSOE), compartió ponencias con el expresidente del gobierno español, Felipe González Márquez, con quien debatió acaloradamente sobre el fraude electoral en México en el 2006. Pável Meléndez Cruz aprovechó esa plataforma internacional para volverse vocero voluntario de Andrés Manuel López Obrador, a nivel global en las organizaciones juveniles políticas izquierdistas, para denunciar al gobierno de Felipe Calderón Hinojosa y los crímenes de lesa humanidad durante la llamada “guerra contra el narcotráfico”.
En el 2008, con 10 años de participación y durante el XXVII Congreso Mundial de IUSY, celebrado en Santo Domingo, República Dominicana, fue postulado por la juventud de izquierda del PRD y su Secretario Nacional de Juventudes Ángel Ávila Romero, y fue electo unánimemente como vicepresidente mundial, en la que también resultó electa como presidenta mundial Jacinda Ardern, parlamentaria y, desde octubre del 2017, primera ministra de Nueva Zelanda, y se le asignó la cartera de migración y la atención de América del Norte.

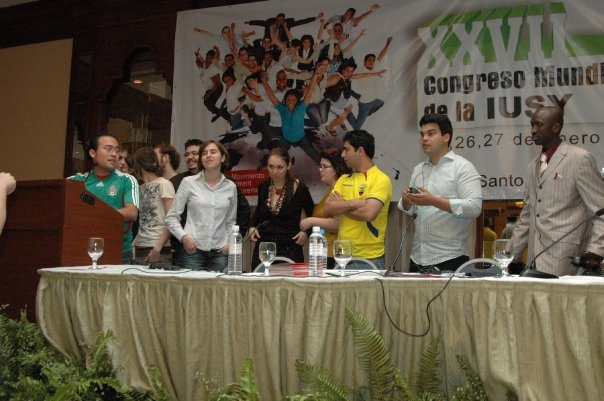
Pável Meléndez durante el XXVII Congreso Mundial de la IUSY, en la República Dominicana, en 2008, donde fue electo por unanimidad como vicepresidente.

En el 2010, durante el XXVIII Congreso Mundial de IUSY, en Bommersvik, Suecia, fue postulado por la gran mayoría de organizaciones-miembro del Comité Americano, las Juventudes del PRD y el respaldo moral de Cuauhtémoc Cárdenas Solórzano, en ese entonces vicepresidente mundial de la Internacional Socialista para ser el próximo presidente mundial.
Habían pasado décadas desde que IUSY no realizaba votaciones abiertas, y Pável Meléndez, con apoyo de organizaciones juveniles progresistas de los cinco continentes, quedó solo a cinco votos de diferencia y Viviana Piñeiro, propuesta por las Juventudes Socialistas de Uruguay, finalmente fue reconocida como presidenta mundial (véase International Union of Socialist Youth).[cita requerida]
Meléndez Cruz ha sido invitado a seminarios, cursos, diplomados, paneles, conferencias, procesos de observación electoral, congresos y coloquios para hablar sobre los cambios sociales, políticos y electorales de América Latina, donde ha compartido auditorio con personajes de talla mundial como: Michelle Bachelet, José Luis Rodríguez Zapatero, Helen Clark, Georgios Papandreu, Ségolène Royal, Jeremy Corbyn, Olaf Scholz, Jean-Luc Mélenchon y Jacinda Ardern, entre otros.
Durante su gestión como vicepresidente mundial, fue responsable de organizar el Consejo Mundial de IUSY en Zacatecas, Zacatecas en el 2009, conjuntamente con la gobernadora Amalia García Medina. La reunión previa del presídium fue en la Ciudad de México, y asistieron el entonces jefe de gobierno Marcelo Ebrard Casaubon y el entonces dirigente social y excandidato presidencial Andrés Manuel López Obrador.

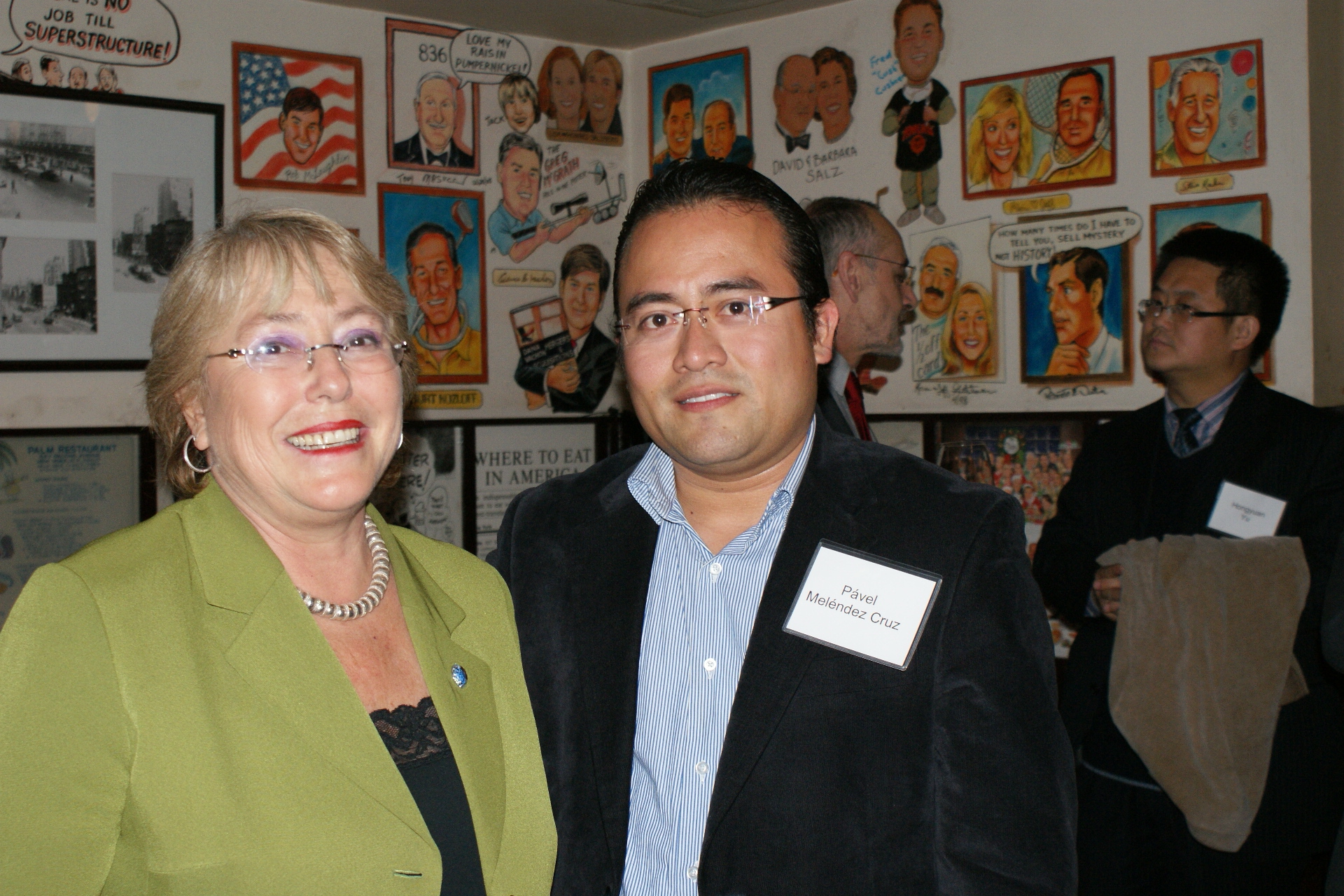
Pável Meléndez con la expresidenta Michelle Bachelet, en un encuentro de la Organización de las Naciones Unidas en Nueva York, 2010.

En su mandato, compartió responsabilidades del presídium con diversos líderes juveniles, que hoy fungen como eurodiputados socialistas: Brando Benifei (Italia), Javier López Fernández (España) y Evin Incir (Suecia) y diputados nacionales de izquierda: Razzy Hammadi (Francia), Daniel Melo Contreras (Chile), Daniel Manouchehri Lobos (Chile), Magnus Manhammar (Suecia), Noemí Villagrasa (España), Dimitri Tskitishvili (Georgia), Wellington Arnaud Bisonó (República Dominicana) y Giacomo Filibeck, entonces líder de las Juventudes Socialistas Europeas (ECOSY) y hoy Secretario General del Partido Socialista Europeo.

## Periodismo

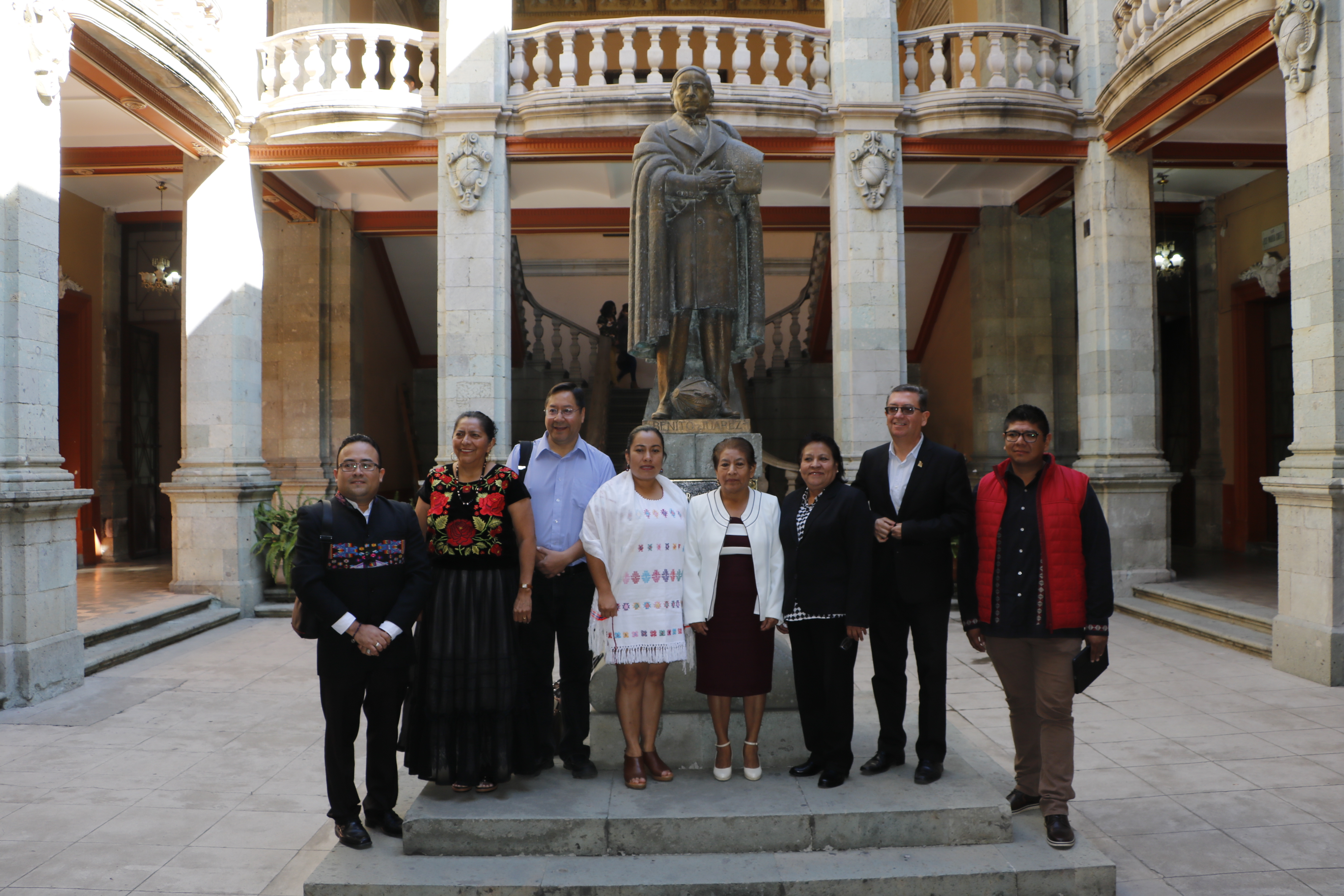
Con Luis Arce (presidente de Bolivia desde 2020), en la sede de la Universidad Autónoma Benito Juárez de Oaxaca, durante su exilio de dos meses en México en 2019, cuando fungía como ministro de Economía y Finanzas Públicas de su país. Los acompaña el embajador de esa nación.

Desde joven, Pável Meléndez se sintió atraído por la radio como medio de comunicación. Por momentos incluso estuvo a punto de estudiar ciencias de la comunicación, aunque finalmente fue formándose en la oratoria y en la locución radiofónica.[cita requerida]
En el 2000 se ofreció para colaborar en el equipo de su maestro universitario Leonardo Curzio Gutiérrez, en el noticiero Enfoque de Núcleo Radio Mil, combinando sus estudios y el servicio social.[cita requerida]
En el 2006, en el marco de la resistencia civil pacífica, luego del fraude electoral en México en ese año, ayudó a la formación de la primera plataforma ciudadana de radio por internet, en apoyo a Andrés Manuel López Obrador: RadioAMLO, donde encabezó un noticiero de información internacional, El Mundo desde América Latina, que mantuvo al aire hasta el 2010. Este esfuerzo radiofónico se erigió como medio independiente, no formó parte de las estructuras partidarias o corporativas, y se construyó para romper el llamado "cerco informativo".
En el 2008, realizó el curso profesional de capacitación en locución radiofónica en MVS Radio, en la Ciudad de México.
En el 2012, fue invitado para integrar el consejo editorial del diario Reforma, en su "Sección Nacional", donde compartió el debate y sesiones con el exgobernador de Hidalgo, Manuel Ángel Núñez Soto, el entonces presidente de la Cámara de Diputados, Francisco Arroyo Vieyra, y el consejero del Instituto Nacional Electoral, Benito Nacif Hernández.[cita requerida]
En 2012 al 2013 trató de implementar una radio comunitaria en Ciudad Ixtepec. Ha sido columnista invitado del diario El Universal. Del 2013 al 2015 fue columnista del diario oaxaqueño Noticias, con su columna "El Soberanista", en la revista Valores, y ha sido comentarista y analista político de temas internacionales en estaciones de radio de su estado natal y en la capital mexicana, como en el 760 AM del programa Así lo dice Lamont.